# Nematocarcinoidea
Super-famille
Nematocarcinoidea est une super-famille de crustacés décapodes.

## Liste des familles
Selon World Register of Marine Species (26 décembre 2018) :
- famille Eugonatonotidae Chace, 1937
- famille Lipkiidae Burukovsky, 2012
- famille Nematocarcinidae Smith, 1884
- famille Rhynchocinetidae Ortmann, 1890
- famille Xiphocarididae Ortmann, 1895